# Mike McClure Band

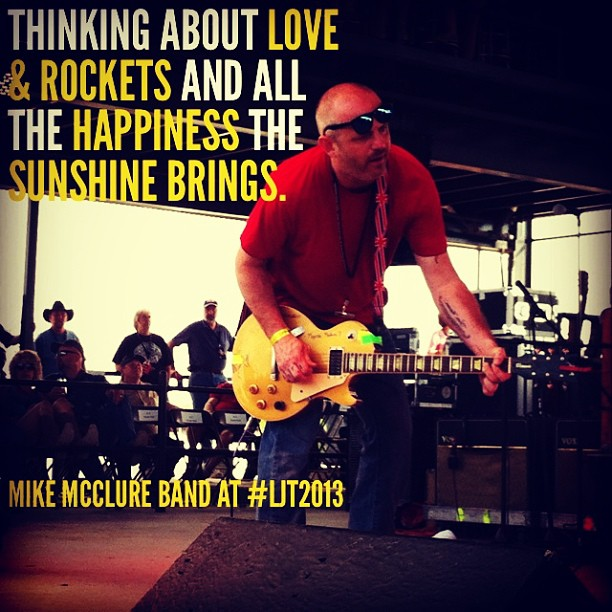
Werbeplakat der Mike McClure Band (2013)

Die Mike McClure Band ist eine US-amerikanische Countryband, benannt nach ihrem Frontmann Mike McClure.

## Geschichte
Der Frontmann Mike McClure war von 1992 bis 2003 Sänger der Gruppe The Great Divide, von der er sich trennte, um 2002 sein erstes Soloalbum Twelve Pieces zu veröffentlichen. Unterstützt wurde er dabei von Les Paul Clanton und Rodney Pyeatt. Im darauffolgenden Jahr gründete sich die Mike McClure Band, die 2004 ihr erstes Album veröffentlichte. Zur Besetzung gehörte von Anfang an Eric Hansen, der Schlagzeug spielte. Neben ihm waren zunächst auch Pyeatt und der Bassist Jamie Kelly dabei, die später ausstiegen.
Der Bassist Tom Skinner, der im Juli 2015 verstarb, trat der Gruppe 2007 bei. Seit Mitte 2013 gehört Taylor Reed als Gitarrist zur festen Besetzung der Band.

## Diskografie
- 2004: Everythingupsidedown
- 2004: The Burtschi Brothers & The Mike McClure Band
- 2005: Camelot Falling
- 2006: Foam
- 2008: did7
- 2010: Zero Dark 30
- 2010: Halfway Out of the Woods